# Juan Hunyadi
Juan Hunyadi (en húngaro: Hunyadi János; en serbio: Јанош Хуњади; en rumano: Iancu de Hunedoara; c. 1406-Zemun, Reino de Hungría; 11 de agosto de 1456) fue una destacada figura política y militar húngara en la  Europa Central y sudoriental del siglo xv. Según la mayoría de las fuentes contemporáneas, pertenecía a una noble familia de orígenes valacos (o rumanos). Nombrado vaivoda de Transilvania e ispán de varios condados meridionales, asumió la responsabilidad de la defensa de las fronteras en 1441, que estaban expuestas a los ataques del Imperio otomano. 
Adoptó el método husita de utilizar vagones con fines militares. Además empleó a soldados profesionales, pero también movilizó al campesinado local contra los invasores. Estas innovaciones contribuyeron a sus primeros éxitos contra las tropas otomanas que saqueaban las marcas sureñas a principios de la década de 1440. Aunque lo derrotaron en la batalla de Varna en 1444 y en la segunda batalla de Kosovo en 1448, su exitosa «campaña larga» a través de los montes Balcanes entre 1443 y 1444 y la defensa de Belgrado en 1456, contra las tropas comandadas personalmente por el sultán Mehmed II, estableció su reputación de gran general. El papa ordenó que las iglesias europeas tocaran las campanas al mediodía para reunir a los fieles en oración por los que estaban luchando. 
También fue un eminente estadista. Participó activamente en la guerra civil entre los partidarios de Vladislao III Jagellón y el menor Ladislao el Póstumo, dos pretendientes al trono de Hungría a principios de la década de 1440, en nombre del primero. Popular entre la baja nobleza, la Dieta de Hungría lo nombró, en 1445, uno de los «siete capitanes en jefe» responsables de la administración de los asuntos estatales hasta que Ladislao (para entonces aceptado por unanimidad como rey) alcanzara la mayoría de edad. Después sería nombrado regente de Hungría con el título de gobernador. Cuando renunció a este cargo en 1452, se le otorgó el primer título hereditario (conde perpetuo de Beszterce) en el Reino de Hungría. Para entonces se había vuelto uno de los terratenientes más ricos del reino y conservó su influencia en la Dieta hasta su muerte.
Falleció unas tres semanas después de su triunfo en Belgrado, debido a una epidemia que había estallado en el campamento cristiano. Sus victorias sobre los turcos impidieron que estos invadieran el Reino de Hungría durante más de sesenta años. Su fama fue un factor decisivo en la elección de su hijo, Matías Corvino, como rey por la Dieta de 1457. Hunyadi es además una figura histórica popular entre los húngaros, rumanos, serbios, búlgaros y otras naciones de la región.

## Orígenes

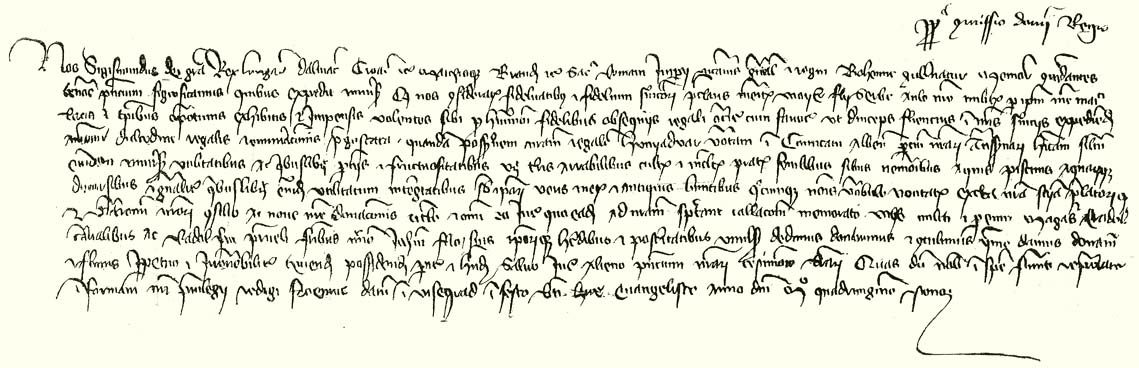
El estatuto del rey Segismundo sobre la concesión del castillo de Hunyad (Hunedoara, Rumanía) a Vajk, Magos y Radol (hijos de Serbe), su tío o primo Radol y su hijo Juan Hunyadi.

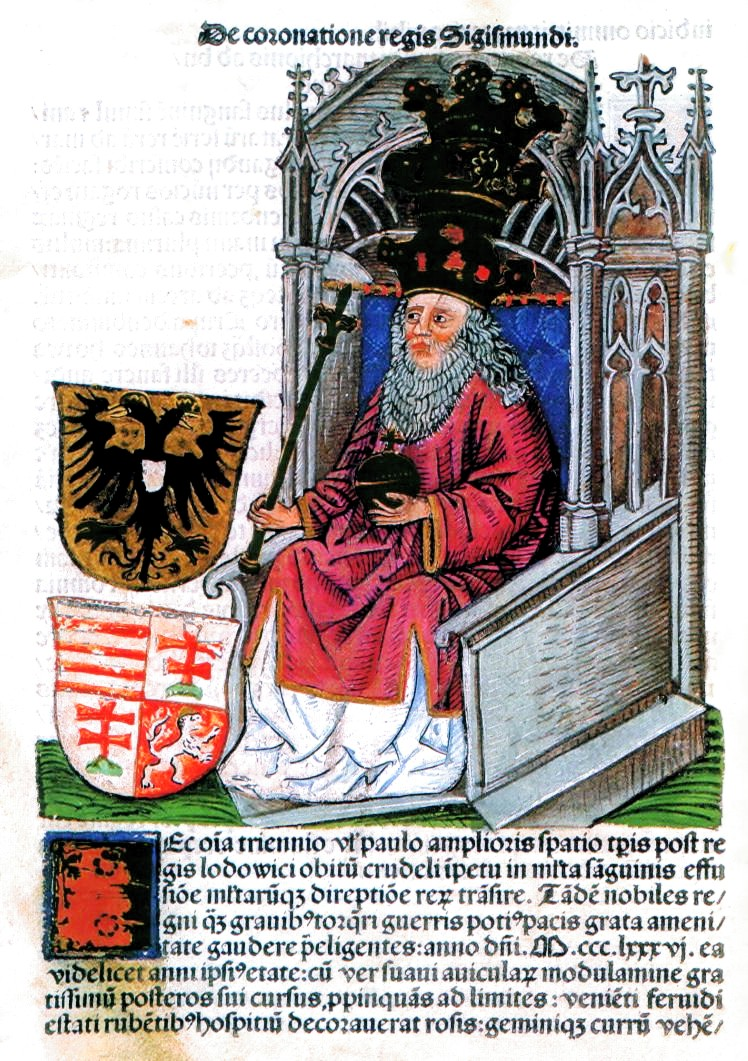
Segismundo de Hungría. Ilustración del códice de la Chronica Hungarorum de Johannes de Thurocz (1488).

La primera referencia sobre Juan Hunyadi proviene de un privilegio real publicado el 18 de octubre de 1409. En este documento Segismundo de Luxemburgo, rey de Hungría, otorgó el castillo de Hunyad y las tierras cercanas a su padre Vajk y a sus cuatro hermanos. Según el documento citado, su padre servía a la familia real húngara como «caballero cortesano» en ese momento, lo que sugiere que descendía de una familia respetada. Dos cronistas del siglo xv, Johannes de Thurocz y Antonio Bonfini, escriben que se había mudado de Valaquia a Hungría por iniciativa del rey. László Makkai, Malcolm Hebron, Pál Engel y otros académicos aceptan el informe de ambos cronistas sobre los orígenes valacos (o rumanos) del padre de Hunyadi. En contraste con estos, Ioan-Aurel Pop dice que era originario de la región cercana al castillo de Hunyad.
Bonfini fue el primer cronista que hizo un comentario adicional sobre una historia alternativa respecto a sus orígenes, y pronto declaró que era solamente una «historia de mal gusto» elaborada por su rival, el conde Ulrico II de Celje. Según esta anécdota, no era hijo de Vajk, sino del rey Segismundo. La historia se hizo especialmente popular durante el reinado de su hijo Matías Corvino, que erigió una estatua de posible abuelo en Buda. El cronista del siglo XVI Gáspár Heltai reiteró y expandió todavía más la historia, pero los académicos modernos, como Bryan Cartledge y András Kubinyi, consideraron esto como una insidia imposible de verificar. La popularidad de Hunyadi entre los pueblos de la península balcánica dio lugar a otras leyendas acerca de su linaje real.
La identidad de su madre es todavía más desconocida. En relación con la supuesta paternidad del monarca húngaro, tanto Bonfini como Heltai mencionan que era hija de un rico boyardo (o noble), cuyas propiedades estaban localizadas en Morzsina. Pop propone que su nombre era Isabel. Según László Makkai, su madre pertenecía a la familia Muzsina (o Mușina), knezes (o jefes) de Demsus, pero Pop rechaza su identificación con las familias Morzsina y Muzsina.
Con respecto a su madre, Bonfini también ofrece una solución alternativa y afirma que era una distinguida noble bizantina, pero no menciona su nombre. De acuerdo con Kubinyi, su origen bizantino puede referirse simplemente a su supuesta fe ortodoxa. En una carta de 1489, Matías Corvino escribió que la hermana de su abuela, a quien los turcos otomanos habían capturado y obligado a unirse al harén de un sultán de nombre incierto, devino en el antepasado de Cem, hijo del sultán Mehmed II. Con base en esta carta, Kubinyi dice que «la conexión griega no se puede descartar por completo». Si el informe de Matías Corvino es válido, su padre y Mehmed II serían parientes. Por otro lado, Péter E. Kovács apunta que esta historia sobre la conexión familiar con los sultanes otomanos no es más que una «sarta de mentiras».
El año de nacimiento de Hunyadi también es incierto. Aunque Heltai anota que nació en 1390, este debió haber nacido realmente entre 1405 y 1407 debido a que su hermano menor nació después de 1409, y una diferencia de casi dos décadas entre la edad de ambos no es admisible. El lugar de su nacimiento tampoco es conocido. El diplomático croata del siglo XVI, Antonio Verancsics, mencionó que era «nativo» de la región de Hátszeg (en Rumanía). Su padre murió antes del 12 de febrero de 1419 porque una carta real emitida en ese día hace referencia a Hunyadi, sus hermanos Juan el Menor y Vajk el Joven, y su tío Radol, pero no a Vajk.

## Ascenso como general

### Juventud
El grabador húngaro Andreas Pannonius, que sirvió a Hunyadi durante cinco años, escribió que este «se acostumbraba a tolerar tanto el frío como el calor a tiempo». Como otros jóvenes nobles, pasó su juventud sirviendo en la corte de poderosos magnates. Sin embargo, la lista exacta de sus empleadores no se puede completar porque los autores del siglo xv registraron datos contradictorios sobre sus primeros años.
Poggio Bracciolini, biógrafo de Filippo de Ozora, ispán (o conde) de Temes, escribe que educó a Hunyadi desde muy joven, lo que sugiere que era su paje alrededor de 1420. Por otro lado, Juan Capistrano, un fraile franciscano y oidor papal, menciona en una carta de 1456 que empezó su carrera militar sirviendo a las órdenes de Nicolás Újlaki. Empero Nicolás era su menor por seis años y Engel escribe que Capistrano lo confundió con su hermano Esteban Újlaki. No obstante, Bonfini dice que al comienzo de su carrera sirvió a Demetrio Csupor, obispo de Zagreb o a la familia Csáky.
Según el historiador bizantino Laónico Calcocondilas Hunyadi «vivió un tiempo» en la corte de Esteban Lazarević, déspota de Serbia, que murió en 1427. Su matrimonio con Isabel Szilágyi corrobora el informe de Calcocondilas, porque su padre, Ladislao Szilágyi era familiar de Esteban Lazarević alrededor de 1426. Su boda tuvo lugar alrededor de 1429. Cuando todavía era joven, ingresó en el séquito del rey Segismundo. Acompañó al rey a Italia en 1431 y bajo sus órdenes se unió al ejército de Filippo Maria Visconti, duque de Milán. Bonfini dice que «sirvió dos años» en el ejército del duque. Los académicos modernos, como Cartledge, Engel, Mureşanu y Teke, dicen que se familiarizó con los principios del arte militar contemporáneo, incluido el empleo de mercenarios.
Se unió de nuevo al séquito de Segismundo, que entre tanto había sido coronado emperador del Sacro Imperio Romano Germánico en Roma, a finales de 1433. Le sirvió como «caballero cortesano». También le prestó mil doscientos florines de oro en enero de 1434. A cambio, se le hipotecó Papi —una ciudad de mercado en el Condado de Csanád— y la mitad de los ingresos reales sobre el transbordador del río Maros. El documento de transacción lo menciona como Juan el Valaco (o el Rumano). Además, le entregó dominios adicionales, que incluían Békésszentandrás y Hódmezővásárhely, e incorporó a cada uno diez villas.
Bonfini escribe que también sirvió en la corte de un tal «Francisco Csanádi» que «le tomó tanto cariño que lo trató como si fuera su propio hijo». Engel lo identifica con Francisco Talovac, ban de Severin, quien también era ispán de Csanád alrededor de 1432. Engel dice que trabajó en la corte de Francisco durante al menos un año y medio desde alrededor de octubre de 1434. Un distrito valaco del Banato de Severin le fue hipotecado en este período.
Segismundo, que entró en Praga en el verano de 1436, contrató a Hunyadi junto a sus cincuenta lanceros durante tres meses en octubre de 1437 por mil doscientos cincuenta florines, lo que implica que lo había acompañado a Bohemia; parece haber estudiado las tácticas de los husitas en esta ocasión, ya que más tarde aplicó los elementos que utilizaban, incluso el uso de vagones como una fortaleza móvil. Segismundo murió el 9 de diciembre de 1437; su yerno, el duque Alberto V de Austria, fue elegido rey de Hungría nueve días después. De acuerdo con Teke y Engel, pronto regresó a las fronteras meridionales del Reino de Hungría que habían sido objeto de las incursiones otomanas. En oposición a estos, Mureşanu dice que sirvió al nuevo rey en Bohemia durante al menos un año, hasta el final de 1438.

### Primeros enfrentamientos con los otomanos
Los otomanos habían ocupado la mayor parte de Serbia a fines de 1438.  Ese mismo año, hicieron una incursión en Transilvania apoyados por el príncipe Vlad II Dracul de Valaquia; saquearon Hermannstadt, Gyulafehérvár y otras ciudades. Después de que sitiaran Smederevo, el último bastión importante serbio en junio de 1439, Đurađ Branković, sucesor de Esteban Lazarević, huyó a Hungría en busca de apoyo militar. Alberto proclamó la movilización general de la nobleza contra los otomanos, pero pocos nobles se reunieron en la región de Titel y estaban dispuestos a combatir. Una notable excepción fue Hunyadi, que realizó correrías contra los sitiadores y los venció en escaramuzas menores, lo que contribuyó al aumento de su fama. Los otomanos capturaron Smederevo en agosto. El rey nombró a los hermanos Hunyadi como banes de Severin y los promovió la categoría de «verdaderos barones del reino». También les hipotecó un distrito valaco en el Condado de Temes.
Alberto murió de disentería el 27 de octubre de 1439. Su viuda, Isabel, hija de Segismundo, dio a luz a un hijo llamado Ladislao el Póstumo. Los estamentos del reino ofrecieron la corona a Vladislao III Jagellón, rey de Polonia, pero Isabel hizo coronar a su hijo pequeño el 15 de mayo de 1440.  Sin embargo, Vladislao III aceptó la oferta de los estamentos y también se ciñó la corona el 17 de julio. Durante la guerra civil que siguió entre los partidarios de ambos monarcas, Hunyadi apoyó a Vladislao; combatió contra los otomanos en Valaquia, por lo cual se le concedió cinco señoríos en las proximidades de sus propiedades familiares el 9 de agosto de 1440.

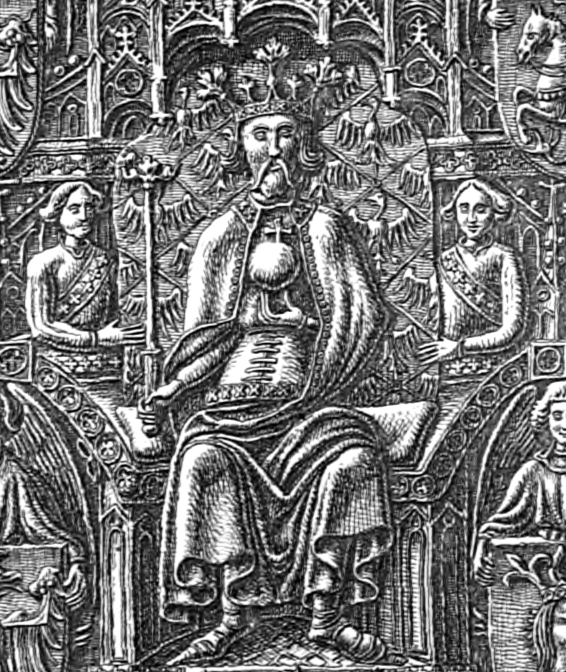
Detalle del sello de Vladislao III Jagellón, rey de Polonia y Hungría, quien era apoyado por Hunyadi en la guerra civil de 1440 y 1442.

A principios de 1441 aniquiló a las huestes opositoras de Vladislao III en Bátaszék, junto con Nicolás Újlaki. Su victoria puso fin de forma definitiva a la guerra civil. El agradecido rey los nombró vaivodas de Transilvania y condes de los sículos, en febrero de ese año. Poco después les otorgó también el cargo de ispánes de Temes y les confirió el mando de Belgrado y todos los demás castillos a lo largo del Danubio.
Dado que Nicolás Újlaki pasaba la mayor parte de su tiempo en la corte real, Hunyadi administró solo Transilvania y las zonas fronterizas del sur. Poco después de su nombramiento, visitó Transilvania, donde partidarios del niño Ladislao habían mantenido una posición fuerte. Luego de pacificar Transilvania, las regiones bajo su administración no se vieron afectadas por conflictos internos, lo que le permitió concentrarse en la defensa de las fronteras. Al defender eficazmente los intereses de los terratenientes locales en la corte real, fortaleció su posición en las provincias bajo su administración. Por ejemplo, obtuvo concesiones de tierras y privilegios para la nobleza local.
Se dedicó a reparar los muros de Belgrado, que habían sido dañados durante un ataque otomano. En represalia por sus incursiones en la región del río Sava, condujo un ataque en territorio otomano en el verano u otoño de 1441. Obtuvo una victoria campal sobre Ishak Bey, comandante de Smederevo. A principios de 1442, Mezid Bey invadió Transilvania con un ejército de diecisiete mil hombres; fue tomado por sorpresa y perdió la primera batalla cerca de Marosszentimre. Mezid sitió Hermannstadt, pero las fuerzas unidas de Hunyadi y Nicolás Újlaki, que llegó entre tanto a Transilvania, lo obligó a levantar el sitio. Las fuerzas otomanas fueron aniquiladas en la batalla de Hermannstadt el 22 de marzo de 1442.
El papa Eugenio IV, que había sido un entusiasta propagador de una nueva cruzada contra los turcos otomanos, envió a su legado, el cardenal Giuliano Cesarini a Hungría. Cesarini llegó en mayo de 1442 con la tarea de mediar un tratado de paz entre Vladislao III e Isabel. El sultán, Murad II, envió a Hadım Şehabeddin —gobernador de Rumelia— a invadir Transilvania con una fuerza de setenta mil soldados. Şehabeddin declaró que la mera visión de su turbante obligaría a sus enemigos a huir lejos. Aunque Hunyadi solo pudo reunir un ejército de quince mil hombres, le infligió una aplastante derrota en el río Ialomița en septiembre de 1442. Además colocó a Basarab II en el trono de Valaquia, pero su rival, Vlad II Dracul, regresó y lo forzó a huir a principios de 1443.
Sus victorias en 1441 y 1442 lo convirtieron en un enemigo importante de los otomanos y se le reconoció en toda la cristiandad. Estableció una postura ofensiva vigorosa en sus batallas, que le permitió contrarrestar la superioridad numérica de sus enemigos a través de maniobras decisivas. También empleó mercenarios (muchos de ellos soldados checos husitas), lo que incremento el profesionalismo en sus filas y los complemento con numerosos irregulares reunidos del campesinado local, que no dudaba de emplear en el campo de batalla.

## General y político

### La campaña larga

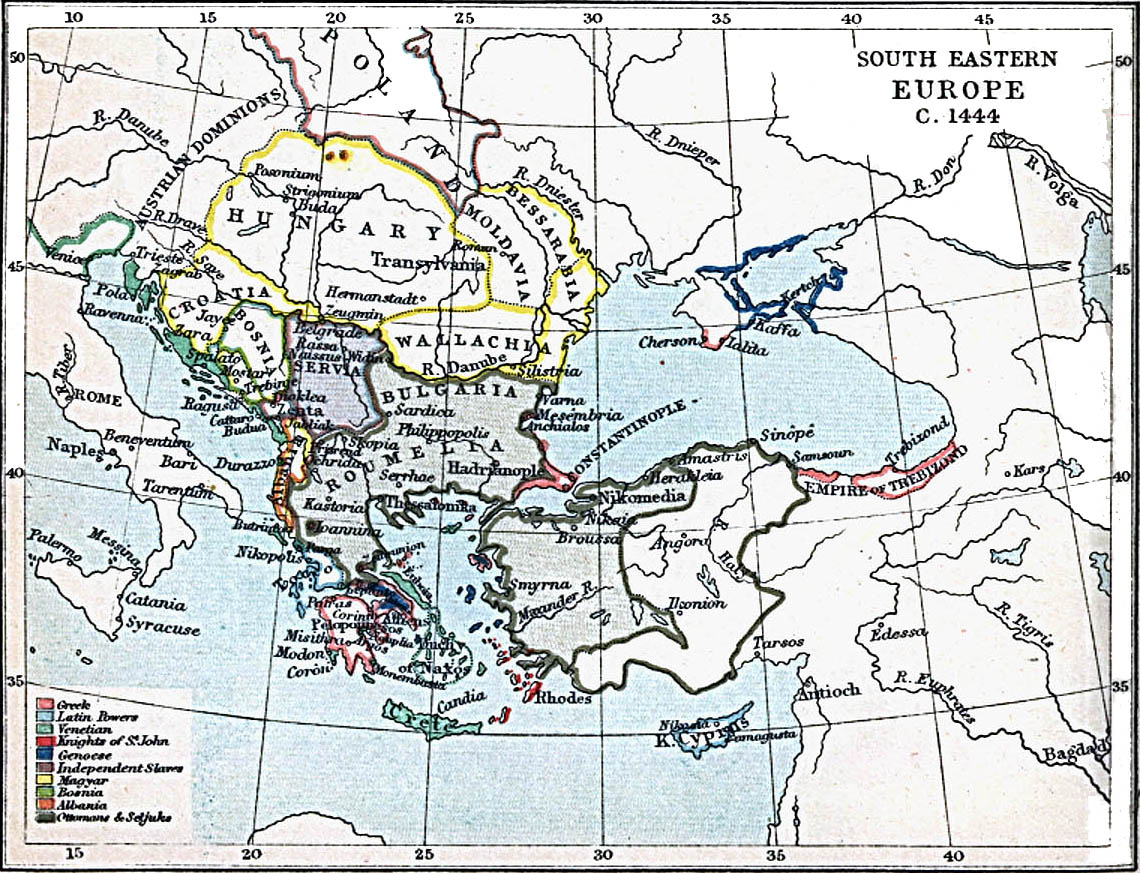
Mapa de Europa del Sudeste hacia 1444.

En abril de 1443, Vladislao III y sus barones decidieron organizar una gran campaña contra el Imperio otomano. Con la mediación de Cesarini, se llegó a una tregua con el emperador Federico III de Habsburgo, que había sido tutor de Ladislao. El armisticio garantizaba que Federico III no atacaría Hungría en los doce meses siguientes. Hunyadi gastó alrededor de treinta y dos mil florines de su tesoro personal y contrató a más de diez mil mercenarios. El rey también reunió tropas y llegaron refuerzos de Polonia y Moldavia; partieron para la campaña a la cabeza de un ejército de entre veinticinco y veintisiete mil hombres en el otoño de 1443. En teoría, Vladislao III estaba al mando del ejército, pero el verdadero jefe de la campaña era Hunyadi. Đurađ Branković se les unió con una mesnada de ocho mil hombres.
Hunyadi comandaba la vanguardia y derrotó a cuatro fuerzas otomanas menores, lo que impidió su unificación. Capturó Kruševac, Niš y Sofía. Sin embargo, los húngaros no pudieron atravesar los pasos los montes Balcanes hacia Edirne. El clima frío y la falta de suministros obligaron a las tropas cristianas detener la campaña en Zlatitsa. Después de obtener una victoria en Kunovica, regresaron a Belgrado en enero y luego a Buda en febrero de 1444.

### Batalla de Varna y consecuencias

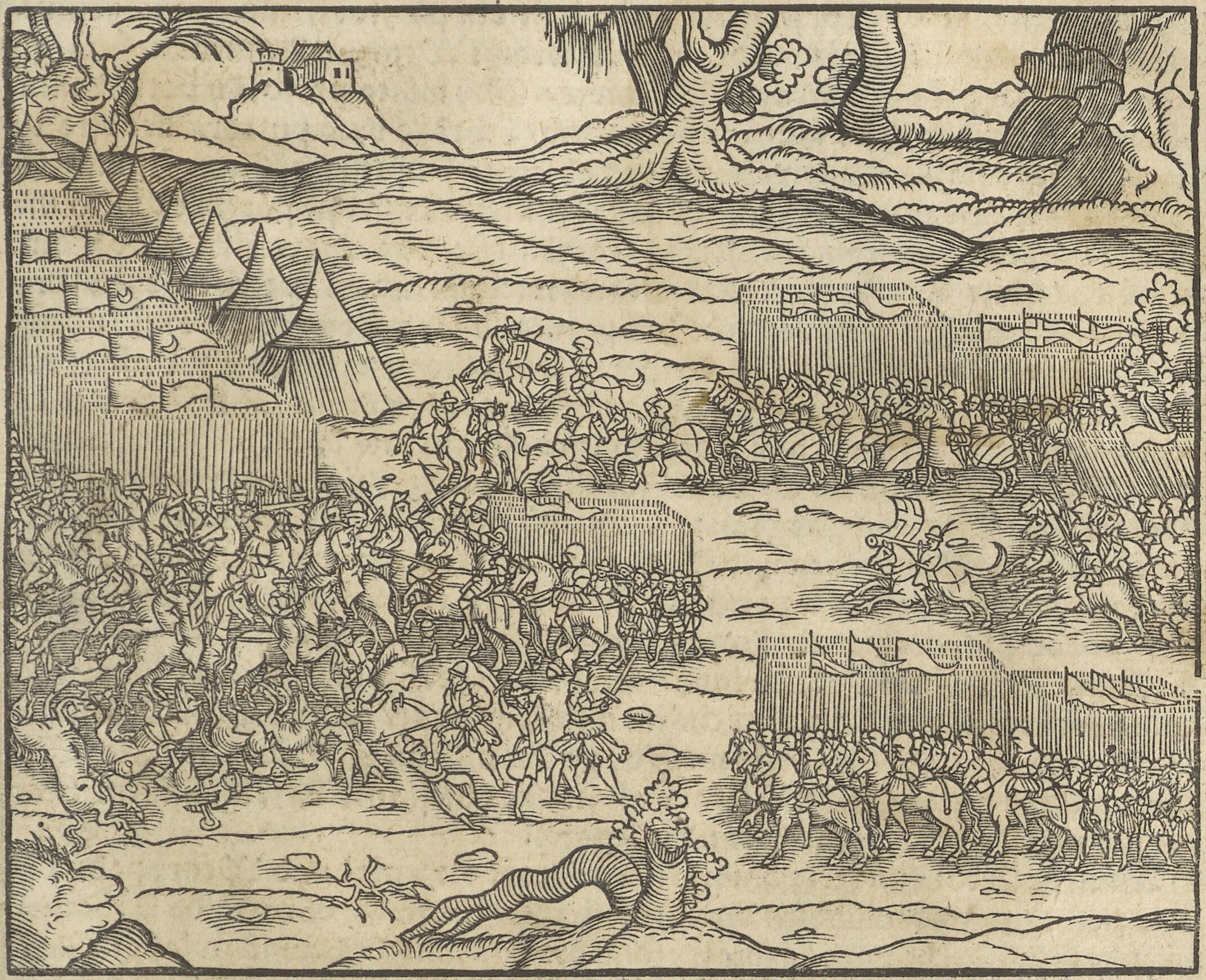
La batalla de Varna, como se ilustra en la edición de 1564 de la Crónica de Martin Bielski.

Aunque ninguna de las principales fuerzas otomanas había sido derrotada, la «campaña larga» despertó el entusiasmo en toda la Europa cristiana. El papa Eugenio, el duque Felipe III de Borgoña y otros gobernantes europeos exigieron una nueva cruzada, prometiendo apoyo financiero o militar. La formación de un «partido» de nobles y clérigos bajo el liderazgo de Hunyadi se puede fechar en este período. Su principal objetivo era la defensa de Hungría contra los otomanos. Según una carta de Đurađ Branković, se gastó más de sesenta y tres mil florines para contratar mercenarios a mediados de 1444. Un eminente representante del Humanismo renacentista en Hungría, Juan Vitéz se convirtió en un amigo cercano de Hunyadi en esta época.
El avance de las fuerzas cristianas en territorio otomano también alentó a los pueblos de la península balcánica a rebelarse en las periferias del Imperio otomano. Por ejemplo, Skanderbeg, un noble albanés, los expulsó de Krujë y todas las demás fortalezas, que una vez estuvieron en poder de su familia. Murad II, cuya principal preocupación era la rebelión de los karamánidas en Anatolia, ofreció generosas condiciones de paz a Vladislao III. Incluso prometió retirar sus guarniciones de Serbia, restaurando así su estatus semiautónomo bajo Đurađ Branković. También ofreció un armisticio de diez años. Los emisarios húngaros aceptaron la oferta en Edirne el 12 de junio de 1444.
Đurađ Branković, que estaba agradecido por la restauración de su reino, donó sus propiedades en Világos, en el Condado de Zaránd, a Hunyadi el 3 de julio. También propuso que Vladislao III confirmara el ventajoso tratado, pero Cesarini insistió en continuar la cruzada. El 4 de agosto tomó un juramento de poner en marcha una campaña contra el Imperio otomano antes de que finalice el año, incluso si hubiera firmado un tratado de paz. Según Johannes de Thurocz, se designó a Hunyadi para firmar el tratado de paz el 15 de agosto. En una semana, Đurađ Branković hipotecó sus extensos dominios en el Reino de Hungría, incluidos Debrecen, Munkács y Nagybánya, a Hunyadi.
El rey, a quien el cardenal Cesarini instó a mantener su juramento, decidió invadir el Imperio otomano en otoño. A propuesta del cardenal, se ofreció a Hunyadi la corona de Bulgaria. Los cruzados partieron de Hungría el 22 de septiembre. Planearon avanzar hacia el Mar Negro a través de los montes Balcanes. Esperaban que la flota veneciana obstaculizaría al sultán la transferencia sus fuerzas desde Anatolia hasta los Balcanes, pero los genoveses transportaron el ejército de Murad II a través de los Dardanelos. Los dos ejércitos se enfrentaron cerca de Varna el 10 de noviembre. Aunque era superados en número por dos a uno, los cruzados inicialmente dominaron el campo de batalla. Sin embargo, Vladislao III lanzó un ataque prematuro contra los jenízaros y murió. Tras aprovechar el pánico de los cruzados, los otomanos aniquilaron a su ejército. Hunyadi escapó del campo de batalla, pero fue capturado y aprisionado por soldados valacos. Sin embargo, Vlad II Dracul lo liberó poco tiempo después.
En la siguiente Dieta de Hungría, que se reunió en abril de 1445, los estamentos decidieron que reconocerían unánimemente el gobierno del niño Ladislao si el actual monarca, cuyo destino todavía era incierto, no regresaba a Hungría para fines de mayo. Los estamentos también eligieron a «siete capitanes en jefe», incluyendo a Hunyadi, siendo cada uno responsable de la restauración del orden interno en el territorio que se les asignó. Hunyadi fue asignado para administrar las tierras al este del río Tisza. Ahí poseía al menos seis castillos y tierras en unos diez condados, lo que lo convirtió en el barón más poderoso de la región bajo su gobierno.
Planeó organizar una nueva cruzada contra el Imperio otomano. Para este propósito, se contactó con el papa y otros monarcas occidentales mediante cartas en 1445. En septiembre se reunió en Nicópolis con Waleran de Wavrin (sobrino del cronista Jean de Wavrin), capitán de ocho galeras borgoñonas y Vlad II Dracul de Valaquia, que había ocupado pequeñas fortalezas otomanas a lo largo del bajo Danubio. Sin embargo, no corrió el riesgo de un enfrentamiento con las guarniciones turcas estacionadas en la orilla sur del río, y regresó a Hungría antes del invierno. Vlad II Dracul pronto concluyó un tratado de paz con los otomanos.

### Regente de Hungría

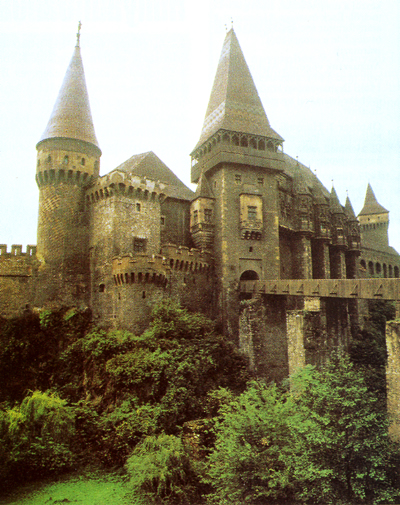
Entrada principal del castillo de Hunyad (en la actual Hunedoara, Rumania).

Los estamentos del reino proclamaron regente a Hunyadi, otorgándole el título de «gobernador» el 6 de junio de 1446. Su elección fue promovida principalmente por la baja nobleza, pero para ese momento ya era uno de los barones más ricos del reino. Sus dominios cubrían un área de más de 800 000 hectáreas (1 976 841,3 acre). También era uno de los pocos barones contemporáneos que gastaron una parte significativa de sus ingresos para financiar las guerras contra los otomanos, soportando así una gran parte del costo de la lucha durante muchos años.
Como regente, estaba autorizado a ejercer la mayoría de las prerrogativas reales durante el período de minoría del rey; podía otorgar concesiones de tierras, pero solo hasta el tamaño de treinta y dos propiedades campesinas. También intentó pacificar las regiones fronterizas. Poco después de su elección, lanzó una campaña infructuosa contra Ulrico II. Este administraba Eslavonia con el título de ban (que había adoptado arbitrariamente) y se negó a renunciar a su cargo; no pudo obligarlo a someterse.
Hunyadi convenció a Jan Jiskra, un comandante checo que controlaba las regiones septentrionales del reino (en la actual Eslovaquia), para que firmara un armisticio por tres años el 13 de septiembre de 1446. Sin embargo, Jiskra no mantuvo la tregua, y los conflictos armados continuaron. En noviembre, procedió contra el emperador Federico III, quien se negó a liberar a su protegido y había ocupado Kőszeg, Sopron y otras ciudades a lo largo de la frontera occidental. Los ejércitos húngaros saquearon Austria, Estiria, Carintia y Carniola, pero no se libró una batalla decisiva. Se firmó una tregua con Federico III el 1 de junio de 1447. Aunque renunció a Győr, se confirmó su posición como tutor del joven rey. Los estamentos del reino se sintieron decepcionados y la Dieta eligió nádor de Hungría a Ladislao Garai —jefe de los opositores de Hunyadi— en septiembre de 1447.
Hunyadi aceleró sus negociaciones, que se habían iniciado el año anterior con Alfonso V de Aragón y I de Nápoles. Incluso le ofreció la corona húngara a cambio de su participación en una cruzada antiotomana y la confirmación de su cargo de gobernador. Sin embargo, Alfonso V se abstuvo de firmar un acuerdo. Hunyadi invadió Valaquia y destronó a Vlad II Dracul en diciembre de 1447. Según el cronista polaco contemporáneo Jan Długosz, había cegado «al hombre que prometió designar como príncipe», y planificó «apropiarse» del trono valaco para sí mismo. Se proclamó «vaivoda de la tierra transalpina» y se refirió a la ciudad Târgoviște, en Valaquia, como «su fortaleza» en una carta el 4 de diciembre. No hay duda de que designó un nuevo príncipe, pero los historiadores modernos debaten si este era Vladislao II (a quien se refirió como su pariente en una carta) o Dan (que parece haber sido hijo de Basarab II). En febrero de 1448 envió un ejército a Moldavia para apoyar al pretendiente Pedro en apoderarse del trono. A cambio, Pedro reconoció la soberanía húngara y contribuyó a la instalación de una guarnición en el fuerte de Chilia Veche en el bajo Danubio.
Hunyadi hizo un nuevo intento de expulsar a Ulrico II de Eslavonia, pero no pudo derrotarlo. En junio, llegaron a un acuerdo que confirmó su posición como ban en Eslavonia. Tiempo después, envió a emisarios a los dos nobles albaneses más destacados —Skanderbeg y su suegro Gjergj Arianiti— para buscar su ayuda contra los otomanos. El papa Eugenio sugirió que se pospusiera la campaña antiotomana. Sin embargo, Hunyadi declaró en una carta fechada el 8 de septiembre de 1448, que «habían esclavizados a muchos hombres, violado a sus mujeres, y que llevaban carros cargados con las cabezas de su pueblo» y expresó su determinación de expulsar «al enemigo de Europa». En la misma carta, explicó su estrategia militar al papa, afirmando que el «poder es siempre mayor cuando se utiliza el ataque en lugar de la defensa».

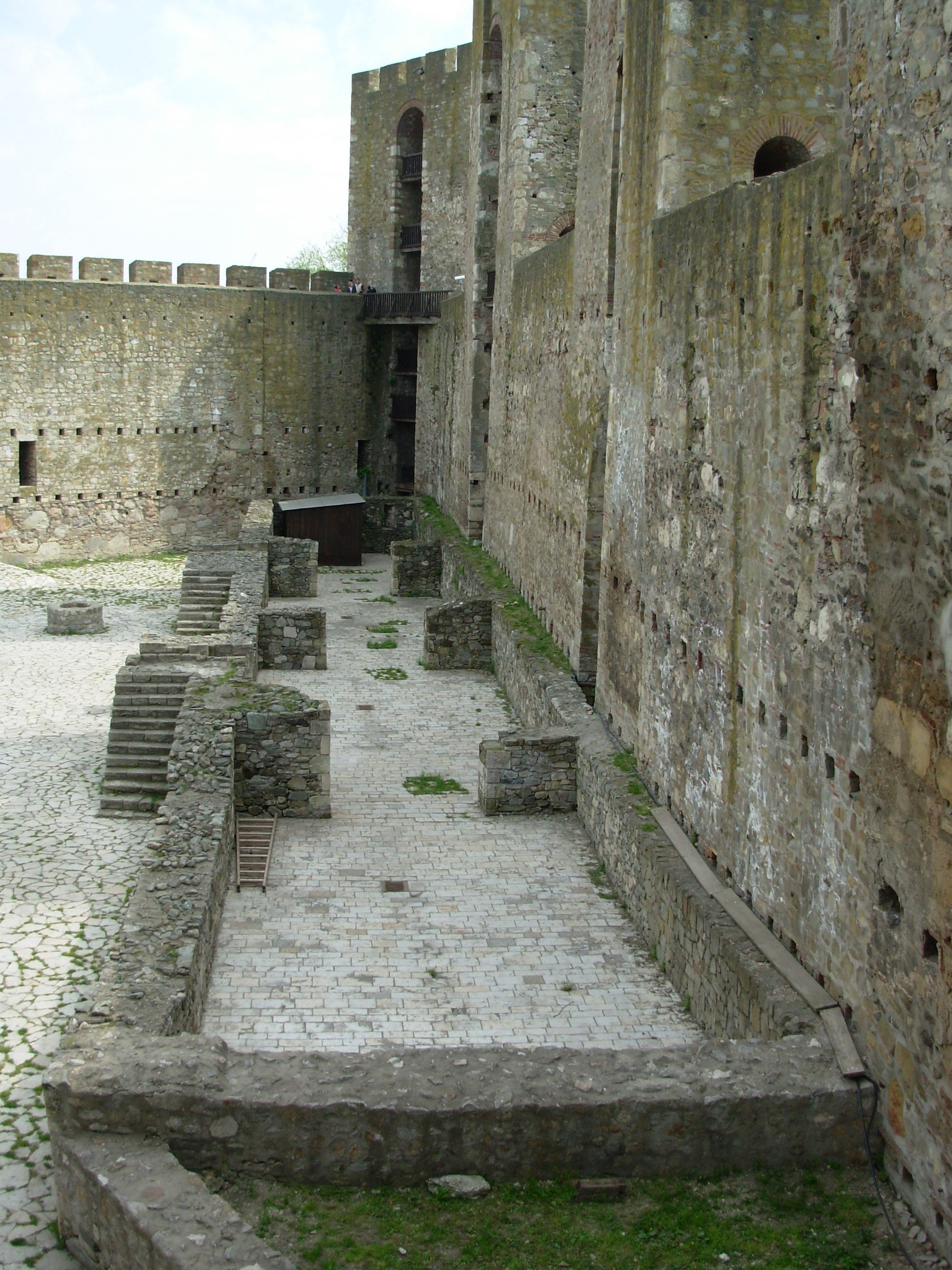
Ruinas del palacio del déspota Đurađ Branković en la fortaleza de Smederevo: Hunyadi fue mantenido prisionero en este fuerte después de su derrota en la Segunda batalla de Kosovo en 1448.

Los húngaros partieron para la nueva campaña al frente de un ejército de dieciséis mil soldados en septiembre de 1448. También se unieron a su campaña cerca de ocho mil soldados valacos. Pero Đurađ Branković se negó a prestar ayuda a los húngaros; Hunyadi le trató como enemigo y su ejército marchó a través de Serbia saqueando el país. Para evitar la unificación de los ejércitos húngaro y albanés, el sultán se enfrentó a los húngaros en Kosovo Polje el 17 de octubre. La batalla, que duró tres días, terminó con la derrota catastrófica de los húngaros. Alrededor de diecisiete mil soldados cristianos murieron o fueron capturados y Hunyadi apenas pudo escapar del campo de batalla. De camino a Hungría, fue capturado por Đurađ Branković, quien lo mantuvo prisionero en la fortaleza de Smederevo. En un principio sopesó entregarlo a los otomanos. Sin embargo, los barones y prelados húngaros que se reunieron en Szeged lo persuadieron de hacer las paces. De acuerdo con el tratado, se vio obligado a pagar un rescate de cien mil florines y devolver todos los dominios que había adquirido en Serbia. Además su hijo mayor, Ladislao Hunyadi, fue enviado a la corte de Đurađ Branković como rehén. A finales de diciembre de 1448 recobró su libertad y regresó a Hungría.
Su derrota y el humillante tratado con los serbios debilitaron su posición. Los prelados y barones confirmaron el tratado y asignaron a Đurađ Branković para que negociara con los otomanos, y Hunyadi renunció al cargo de vaivoda de Transilvania. Invadió las tierras controladas por Jiskra y sus mercenarios checos en el otoño de 1449, pero no pudo derrotarlos. Por otro lado, los gobernantes de dos países vecinos —Tomás de Bosnia y Bogdan II de Moldavia— firmaron un tratado y prometieron serle leales. A principios de 1450, firmaron un tratado de paz en Mezőkövesd, reconociendo que muchas ciudades prósperas de la Alta Hungría, incluidas Presburgo y Kassa, permanecían bajo el régimen de Jiskra.
A petición de Hunyadi, la Dieta de marzo de 1450 ordenó la confiscación de las propiedades de Đurađ Branković en el Reino de Hungría. Los húngaros partieron para Serbia, lo que forzó a la liberación de Ladislao Hunyadi. Hunyadi, Ladislao Garai y Nicolás Újlaki firmaron un tratado el 17 de julio de 1450, prometiendo asistencia mutua para preservar sus cargos en caso de que el rey regresara a Hungría. En octubre se firmó la paz con Federico III, que confirmó su posición como guardián del rey durante otros ocho años. Con la mediación de Nicolás Újlaki y otros barones, Huyadi también concluyó un tratado de paz con Đurađ Branković en agosto de 1451, que le autorizó a intercambiar los dominios en litigio por ciento cincuenta y cinco mil florines de oro. Después de esto lanzó una expedición militar contra Jiskra, pero el comandante checo derrotó a las tropas húngaras cerca Losonc el 7 de septiembre. Con la mediación de Serbia, Hungría y el Imperio otomano firmaron una tregua por tres años el 20 de noviembre.
Los nobles austriacos se levantaron en rebelión abierta contra Federico III, que gobernaba el ducado en nombre de Ladislao a finales de 1451 y principios de 1452. El caudillo de la rebelión, Ulrico Eizinger buscó la ayuda de los otros dos reinos Ladislao, Bohemia y Hungría. La Dieta de Hungría, que se reunió en Presburgo, en febrero de 1452, envió una delegación a Viena. El 5 de marzo, los austríacos y húngaros solicitaron conjuntamente al emperador que renunciara a la tutela de su joven soberano. Inicialmente se negó a satisfacer su demanda. Hunyadi convocó una Dieta para discutir la situación, pero antes de que esta tomara una decisión, las tropas unidas de los austríacos y bohemios obligaron al emperador a entregar a Ladislao a a Ulrico II el 4 de septiembre. En el ínterin, Hunyadi se había reunido con Jiskra en Körmöcbánya donde firmaron un tratado el 24 de agosto. De acuerdo con el tratado, mantendría Léva y su derecho a cobrar un «trigésimo», derecho arancelario, en Késmárk y Ólubló. En septiembre Hunyadi mandó embajadores a Constantinopla y prometió ayuda militar al emperador bizantino Constantino XI Paleólogo. A cambio, exigió dos fuertes bizantinos en el Mar Negro, Selimbria y Mesembria, pero el emperador se rehusó.
Hunyadi convocó una Dieta en Buda, pero los barones y los prelados prefirieron visitar a Ladislao en Viena en noviembre. En la Dieta de Viena, renunció a la regencia, pero el rey lo nombró «capitán general del reino» el 30 de enero de 1453. El rey incluso le autorizó a mantener los castillos y los ingresos que poseía en ese momento. También recibió Beszterce —un distrito de los sajones de Transilvania— con el título de «conde perpetuo» por parte de Ladislao, que fue la primera concesión de un título hereditario en el Reino de Hungría.

### Conflictos y reconciliaciones

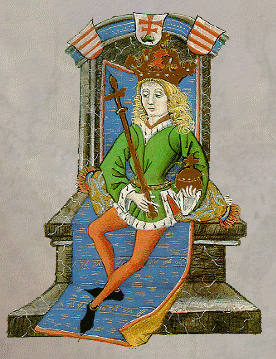
Ladislao el Póstumo, rey de Hungría, de Bohemia y duque de Austria.

En una carta del 28 de abril de 1453, Eneas Silvio Piccolomini —futuro papa Pío II— afirmaba que los reinos de Ladislao estaban administrados por «tres hombres»: Hunyadi en Hungría, Jorge de Podiebrad en Bohemia y Ulrico II en Austria. Sin embargo, la posición del primero se debilitó gradualmente, porque incluso muchos de sus antiguos aliados consideraban que sus actos conservaban su poder con sospecha. Los ciudadanos de Beszterce lo obligaron a emitir una carta confirmando sus libertades tradicionales el 22 de julio. Nicolás Újlaki, su amigo de toda la vida, forjó una alianza formal con el nádor Ladislao Garai y el juez real Ladislao Pálóci, declarando su intención de restaurar la autoridad real en septiembre.
Hunyadi acompañó al joven rey a Praga y firmó un tratado con Ulrico Eizinger (que había expulsado a Ulrico II de Austria) y Jorge de Podiebrad al final del año. Al regresar a Hungría convocó en nombre del rey, pero sin su autorización, una Dieta con el fin de hacer los preparativos para una guerra contra los otomanos que habían conquistado Constantinopla en mayo de 1453. La Dieta ordenó la movilización de las fuerzas armadas y su posición como comandante supremo fue confirmada por un año, pero muchas de las decisiones nunca se llevó a cabo. Por ejemplo, la Dieta obligaba a todos los terratenientes a equipar a cuatro soldados de caballería y dos de infantería por cada cien familias campesinas en sus dominios, pero esta ley nunca se aplicó en la práctica.
Ladislao convocó una nueva Dieta que se reunió en marzo o abril. Sus enviados —tres nobles austriacos— anunciaron que el rey tenía la intención de administrar los ingresos reales a través de funcionarios elegidos por la Dieta y la creación de dos consejos (también con miembros elegidos por los estamentos) con el fin de ayudarle en el gobierno del país. Sin embargo, la Dieta se negó a ratificar la mayor parte de las propuestas reales, solamente el establecimiento de un consejo real que constaba de seis prelados, seis barones y seis nobles fue aceptada. Hunyadi, que sabía muy bien que Ladislao intentaba limitar su autoridad, exigió una explicación, pero el rey negó tener conocimiento del acto de sus representantes. Por otro lado, Jiskra regresó a Hungría a pedido de Ladislao y este le confió la administración de las ciudades mineras. En respuesta, Hunyadi persuadió a Ulrico II de cederle una serie de fortalezas reales (y las tierras pertenecientes a estas) que habían sido hipotecados en el Condado de Trencsén.
El sultán otomano Mehmed II invadió Serbia en mayo de 1454 y sitió Smederevo, violando así la tregua de noviembre de 1451 entre su imperio y Hungría. Hunyadi decidió intervenir y comenzó a reunir sus ejércitos en Belgrado, lo que obligó al sultán a levantar el sitio y abandonar Serbia en agosto. Sin embargo, una fuerza otomana de 32 000 hombres continuó el saqueo de Serbia hasta que fue puesta en fuga por los húngaros en Kruševac el 29 de septiembre. Realizó una incursión contra el Imperio otomano y destruyó Vidin antes de regresar a Belgrado.
Federico III convocó la Dieta Imperial en Wiener Neustadt para discutir las posibilidades de una nueva cruzada contra los turcos. En la conferencia, donde también estuvieron presentes los emisarios de los húngaros, polacos, aragoneses y borgoñones, no se hicieron decisiones finales, debido a que el emperador se abstuvo atacar a los otomanos. De acuerdo con Eneas Silvio Piccolomini, Federico III impidió que Hunyadi participara en la reunión. En contraste con el emperador, el nuevo papa, Calixto III, fue un feroz partidario de la cruzada.
El rey Ladislao visitó Buda en febrero de 1456. Ulrico II, que lo acompañó a Buda, confirmó su antigua alianza con Ladislao Garai y Nicolás Újlaki. Los tres barones se volvieron contra Hunyadi y lo acusaron de abusar de su autoridad. Una nueva invasión otomana contra Serbia promovió una nueva reconciliación entre Hunyadi y sus opositores, y este renunció a la administración de parte de los ingresos reales y tres fortalezas, incluyendo Buda. Por otro lado, llegaron a un acuerdo donde se abstendrían de que el rey empleara extranjeros en la administración en junio de 1455. Hunyadi y Ulrico II también se reconciliaron al mes siguiente cuando comprometieron en matrimonio a sus hijos, Matías e Isabel de Celje.

### Victoria en Belgrado y muerte

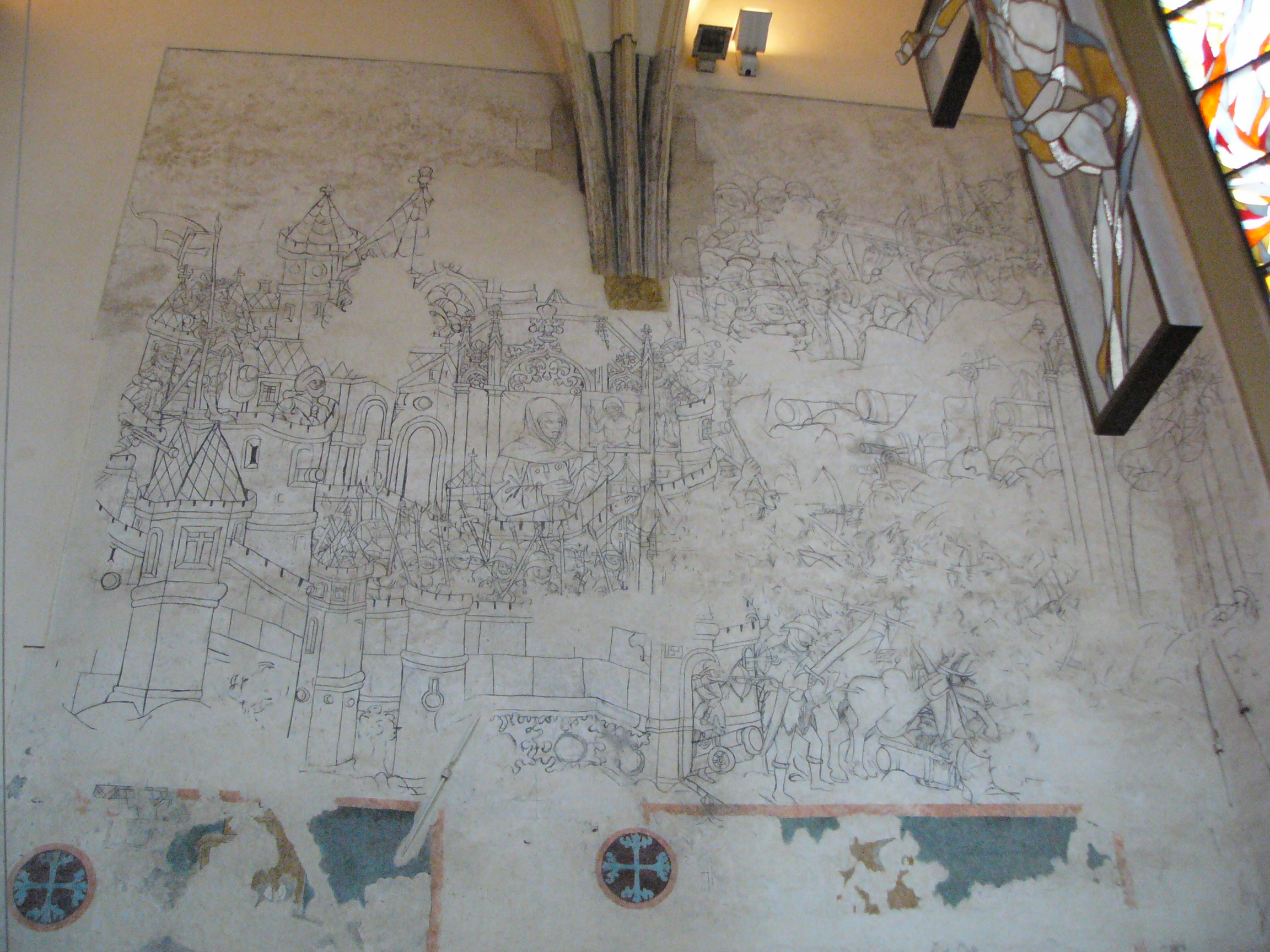
Fresco gótico del asedio de Belgrado en la Iglesia de la Inmaculada Concepción de la Virgen María en Olomouc (1468).

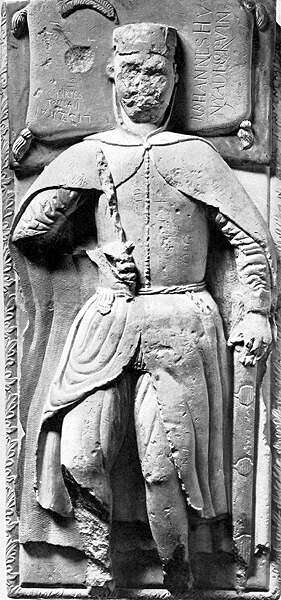
Tumba de Hunyadi en la catedral de San Miguel (Alba Iulia).

Los emisarios de la República de Ragusa fueron los primeros en informar a los nobles húngaros de los preparativos que Mehmed II había hecho para la invasión de Hungría. En una carta dirigida a Hunyadi, que lo menciona como «el Macabeo de nuestro tiempo», el legado papal, Juan de Carvajal, dejó claro que no había muchas posibilidades de ayuda extranjera contra los otomanos. Con el apoyo de estos últimos, Vladislao II de Valaquia incluso saqueó partes del sur de Transilvania a fines de 1455.
Juan Capistrano comenzó a predicar una cruzada antiotomana en Hungría en febrero de 1456. La Dieta ordenó la movilización de las fuerzas armadas en abril, pero la mayoría de los barones no obedecieron y continuó la guerra contra sus adversarios locales, incluidos los husitas en la Alta Hungría. Antes de partir de Transilvania contra los otomanos, Hunyadi tuvo que enfrentarse a una rebelión de los valacos en el Condado de Fogaras. También apoyó a Vlad Drácula —hijo del difunto Vlad II Dracul— para que arrebatara el trono de Valaquia a Vladislao II.
El rey Ladislao partió de Hungría hacia Viena en mayo. Hunyadi contrató a cinco mil mercenarios húngaros, checos y polacos y los envió a Belgrado, que era la fortaleza clave de la defensa de las fronteras meridionales de Hungría. Las fuerzas otomanas marcharon a través de Serbia y se acercaron a Belgrado en junio. Una cruzada compuesta principalmente por campesinos de los condados cercanos enardecidos por la oratoria ardiente de Capistrano también empezó a reunirse en la fortaleza en los primeros días de julio. El asedio a la ciudad, que mandó personalmente el sultán, comenzó con el bombardeo de las murallas el 4 de julio.
Hunyadi procedió a formar un ejército de socorro y reunió una flotilla de doscientos barcos en el Danubio. La flotilla destruyó la armada otomana el 14 de julio. Este triunfo impidió que los sitiadores completaran el bloqueo, lo que permitió a Hunyadi y sus tropas entrar en la fortaleza. Los otomanos iniciaron un asalto general el 21 de julio. Con la ayuda de los cruzados que llegaban continuamente a la fortaleza, los húngaros rechazaron sus feroces ataques e irrumpieron en su campamento el 22 de julio. Aunque resultó herido durante la refriega, Mehmed II decidió resistir, pero un motín en su campamento lo obligó a levantar el asedio y retirarse de Belgrado durante la noche.
La victoria de los cruzados sobre el sultán que había conquistado Constantinopla generó entusiasmo en toda Europa. Se realizaron procesiones para celebrar el triunfo de Hunyadi en Venecia y Oxford. Sin embargo, en el campo cristiano aumentaba la inquietud, porque los campesinos negaban que los barones hubieran desempeñado ningún papel en la victoria. El ejército cruzado se disolvió para evitar una rebelión.
Mientras tanto, había estallado una plaga de peste que mató a muchas personas en el campamento cristiano. Hunyadi también enfermó y murió cerca de Zemun el 11 de agosto. Fue enterrado en la catedral de san Miguel en Gyulafehérvár.

[Hunyadi] gobernó el país con vara de hierro, como dicen, y mientras el rey estaba fuera fue considerado como su igual. Después de derrotar a los turcos en Belgrado, [...] sobrevivió por un breve tiempo antes de morir de una enfermedad. Cuando estuvo enfermo, dicen que prohibió que le trajeran el Cuerpo de Nuestro Señor, declarando que era indigno que un rey entrara en la casa de un sirviente. Aunque le faltaron las fuerzas, ordenó que lo llevaran a la iglesia, donde se confesó a la manera cristiana, recibió la divina Eucaristía y entregó su alma a Dios en brazos de los sacerdotes. Alma afortunada de haber llegado al cielo como heraldo y autor de la heroica acción de Belgrado.
Eneas Silvio Piccolomini:

## Descendencia
En 1432, Hunyadi se casó con Isabel Szilágyi, una noble húngara. Tuvieron dos hijos, Ladislao y Matías. El primero fue ejecutado por orden del rey Ladislao por el asesinato de Ulrico II, pariente del rey. Matías fue elegido rey el 20 de enero de 1458 después de la muerte de Ladislao. Fue la primera vez en la historia del Reino de Hungría que un miembro de la nobleza, sin ascendencia ni parentesco dinástico, ascendió al trono real.

## Legado

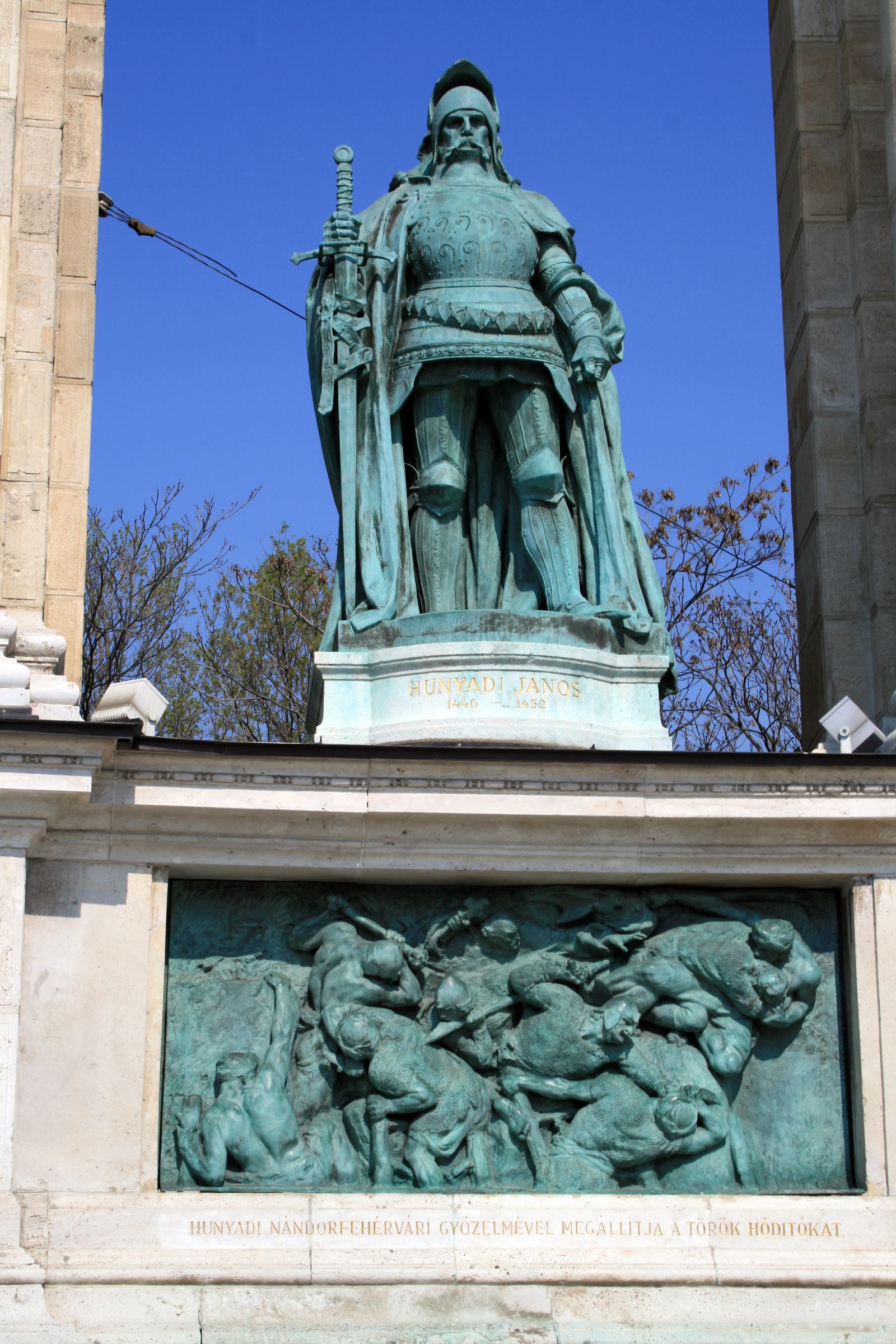
Estatua de Hunyadi en la Plaza de los Héroes, Budapest, Hungría.

### Las campanas del mediodía
El papa Calixto III ordenó que las campanas de todas las iglesias europeas se tocaran todos los días al mediodía, como un llamado a los creyentes a orar por los defensores cristianos de la ciudad de Belgrado. La práctica de la campana del mediodía se atribuye tradicionalmente a la conmemoración internacional de la victoria de Belgrado y a la orden del papa Calixto III.

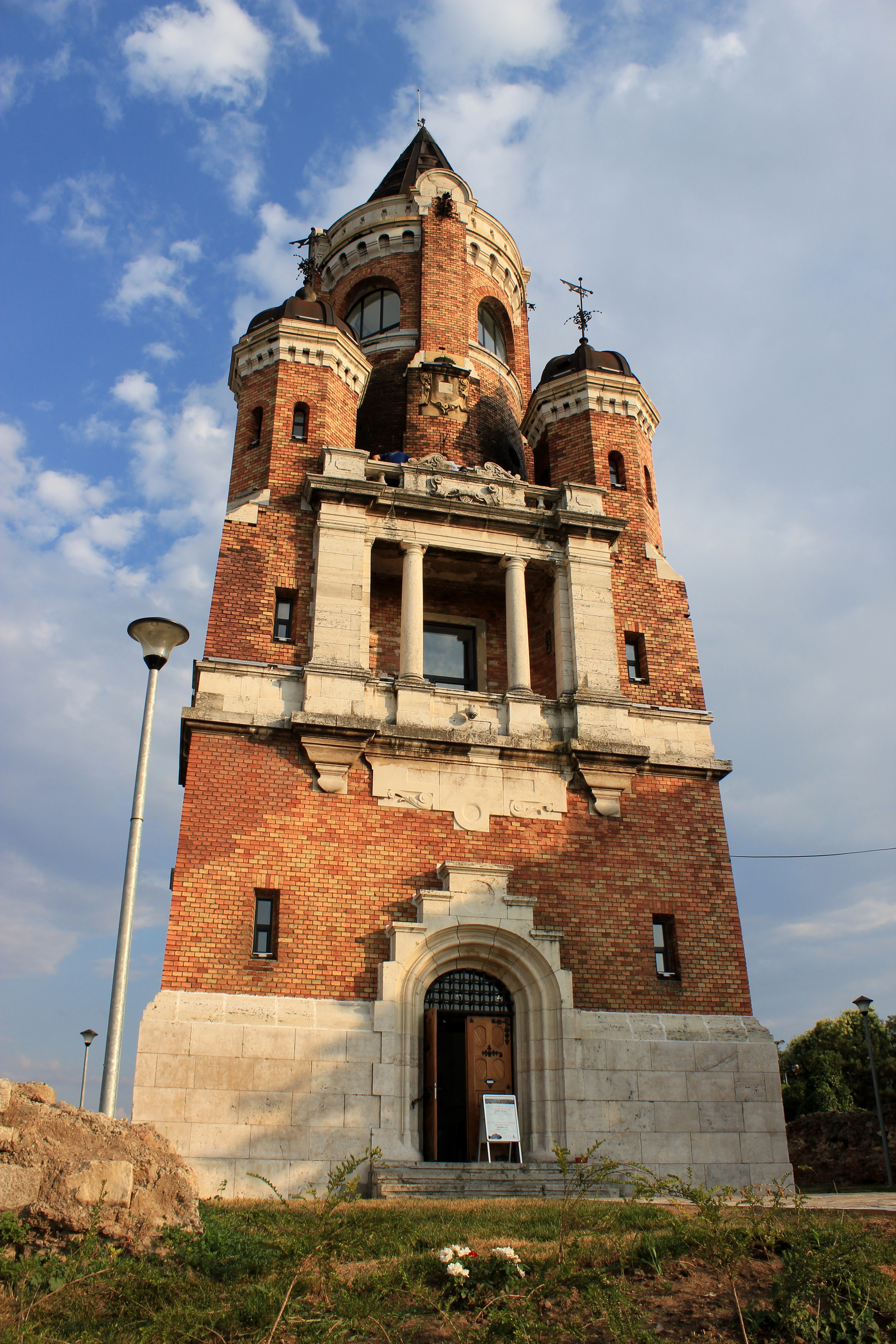
La torre de Juan Hunyadi en los restos de la fortaleza de Zemun, Belgrado, Serbia.

La costumbre todavía existe incluso entre las congregaciones protestantes y ortodoxas. En la historia de la Universidad de Oxford, la victoria fue recibida con un repique de campanas y grandes celebraciones también en Inglaterra. Hunyadi envió a un mensajero especial (entre otros), Erasmo Fullar, a Oxford con la noticia de la victoria.

### Héroe nacional
Junto a su hijo Matías Corvino, es considerado un héroe nacional en Hungría y es elogiado como su defensor contra la amenaza otomana. La historiografía rumana también le otorga un lugar de importancia en la historia de este país. Sin embargo, la conciencia nacional rumana no lo acogió en la medida en que lo hizo la húngara. Hunyadi, un héroe húngaro, fue subordinado a la ideología del comunismo nacional en la era de Nicolae Ceaușescu y transmutado en héroe de Rumania.
El papa Pío II escribe que «Hunyadi no aumentó tanto la gloria de los húngaros, sino especialmente la gloria de los rumanos entre los que nació». El escritor y diplomático francés Philippe de Commines lo describió como un «caballero muy valiente», llamándolo el »Caballero Blanco de Valaquia, una persona de gran honor y prudencia, que durante mucho tiempo había gobernado el Reino de Hungría, y había ganado varias batallas a los turcos».
Pietro Ranzano escribió en su obra Annales omnium temporum (1490-1492) que era comúnmente llamado «Ianco» (Ioanne Huniate, Ianco vulgo cognominator). En las crónicas escritas por autores griegos bizantinos (como Jorge Frantzés y Laónico Calcocondilas) se le llama Ianco/Iango, Iancou/Iangou, Iancos/Iangos, Iancoula/Iangoula, Gianco/Giango y Ghiangou. Hunyadi fue «reconocido como húngaro...» y «frecuentemente llamado Ugrin Janko, Janko el Húngaro» en las sociedades serbia y croata del siglo xv, mientras que otra bugarštica (un poema popular serbio) lo hace de origen serbio. Según un bugarštica, era hijo del déspota Esteban Lazarević y la supuesta esposa de este, una mujer de Hermannstadt. En realidad, Esteban Lazarević no tuvo hijos.
En el folclore búlgaro, la memoria de Hunyadi se conservó en el personaje heroico de la canción épica Yankul(a) Voivoda, junto con Sekula Detentse, un héroe ficticio quizás inspirado en su sobrino, Tomás Székely. También fue modelo junto con Roger de Flor para el personaje ficticio de Tirante el Blanco, el romance épico escrito por Joanot Martorell y publicado en Valencia en 1490. Ambos compartían, por ejemplo, el emblema de un cuervo en su escudo. En 1515, el impresor inglés Wynkyn de Worde publicó un largo romance métrico llamado Capystranus, relato gráfico de la derrota de los turcos. En 1791, Hannah Brand produjo una nueva obra llamada Huniades or The Siege of Belgrade, que se presentó ante una sala repleta en el King's Theatre de Norwich.
El 28 de febrero de 1863, por la resolución imperial de Francisco José I de Austria, Hunyadi se encontraba en la lista de los «más famosos, a la emulación eterna dignos señores de la guerra y generales de Austria», añadido a su honor y memoria de una estatua de tamaño natural en la sala del entonces Museo de Armas de la Corte Imperial y Real (actual Museo de Historia Militar de Viena). La estatua fue creada en 1872 por el escultor Karl Peckary (1848-1896) en mármol de Carrara y fue dedicada por el propio emperador Francisco José.